# Calymmaria sierra
Espèce
Calymmaria sierra est une espèce d'araignées aranéomorphes de la famille des Cybaeidae.

## Distribution
Cette espèce est endémique de Californie aux États-Unis,. Elle se rencontre dans les comtés d'Alameda, de Contra Costa, de Marin, de Plumas et de Sierra.

## Description
Les femelles mesurent de 4,34 à 4,65 mm et les mâles de 3,57 à 4,43 mm.

## Étymologie
Son nom d'espèce lui a été donné en référence au lieu de sa découverte, le comté de Sierra.

## Publication originale
- Heiss & Draney, 2004 : Revision of the Nearctic spider genus Calymmaria (Araneae, Hahniidae). Journal Of Arachnology, vol. 32, no 3, p. 457-525 (texte intégral).